# برخا
برخا (به اسپانیایی: Berja) دهستانی در استان آلمریای اسپانیا است.
در این دهستان ۱۴۲۴۹ نفر زندگی می‌کنند. مساحت این دهستان ۲۱۷٫۲۳ کیلومتر مربع است.